# Victor Gendebien
Pour les articles homonymes, voir Victor et Gendebien.
Victor Gendebien, né le 14 mai 1820  à Bruxelles et décédé le 20 novembre 1896 à Schaerbeek, avocat à la Cour d'appel, est un ancien bourgmestre de Schaerbeek (1861-1864).

## Biographie
Il est le fils d'Alexandre Gendebien et le père de Léon Gendebien.
Il est inhumé au Cimetière de Bruxelles à Evere.

## Distinctions
Chevalier de l'Ordre de Léopold